# Campeonato de Fútbol de Costa Rica 1953
El Campeonato de Fútbol de 1953, fue la edición número 33 de Liga de Fútbol de Costa Rica en disputarse, organizada por la FEDEFUTBOL.
El Deportivo Saprissa obtiene el primer bicampeonato de su historia.
Gimnástica Española derrota en la promoción al Club Sport Guadalupe.

## Equipos participantes
| Provincia | N.º | Equipos                                                                                         |
| --------- | --- | ----------------------------------------------------------------------------------------------- |
| San José  | 7   | La Libertad, Gimnástica Española, Orión, Universidad de Costa Rica, Saprissa, Uruguay y Moravia |
| Alajuela  | 1   | Alajuelense                                                                                     |
| Cartago   | 1   | Cartaginés                                                                                      |
| Heredia   | 1   | Herediano                                                                                       |

## Formato del Torneo
El torneo disputado a dos vueltas. Los equipos debían enfrentarse todos contra todos, el último lugar disputaría la promoción contra el campeón de Segunda División. Universidad y Gimnástica Española disputaron un partido extra para determinar quién jugaría la promoción. Gimnástica Española y Universidad de Costa Rica disputaron un partido extra para determinar quien disputaría la liguilla por el no descenso, al terminar empatados en el último lugar de la tabla.

## Tabla de posiciones
| Equipo | Pts | PJ | PG | PE | PP | GF | GC | DG  |
| --- | --- | -- | -- | -- | -- | -- | -- | --- |
| Deportivo Saprissa | 29  | 18 | 12 | 5  | 1  | 38 | 13 | +25 |
| Club Sport Herediano | 24  | 18 | 10 | 4  | 4  | 31 | 20 | +11 |
| Unión Deportiva Moravia | 22  | 18 | 9  | 4  | 5  | 24 | 24 | 0   |
| Liga Deportiva Alajuelense | 20  | 18 | 7  | 6  | 5  | 23 | 19 | +4  |
| Club Sport Cartaginés | 19  | 18 | 8  | 3  | 7  | 32 | 32 | 0   |
| Club Sport La Libertad | 18  | 18 | 7  | 4  | 7  | 34 | 30 | +4  |
| Club Sport Uruguay de Coronado | 15  | 18 | 5  | 5  | 8  | 31 | 38 | -7  |
| Orión F.C. | 13  | 18 | 4  | 5  | 9  | 22 | 30 | -8  |
| Universidad de Costa Rica | 12  | 19 | 5  | 2  | 12 | 29 | 46 | -17 |
| Sociedad Gimnástica Española | 10  | 19 | 4  | 2  | 13 | 29 | 41 | -12 |
| Pts – Puntos; PJ – Partidos Jugados; PG - Partidos Ganados; PE - Partidos Empatados; PP - Partidos Perdidos; GF – Goles a Favor; GC – Goles en Contra; DG – Diferencia de Goles |     |    |    |    |    |    |    |     |

|  |                  |
|  | Campeón Nacional |

|  |                                                                        |
|  | Disputa Liguilla por el no descenso con el campeón de Segunda División |

| Campeón Deportivo Saprissa Campeonato #2 |

Planilla del Campeón: Rodolfo Herrera, Álvaro Murillo, Ulises Agüero, Mario Cordero, Alex Sánchez, Elías Valenciano, Tulio Quirós, José Soto, Rubén Jiménez, Mario Pérez, Guillermo Hernández, Greivin Zumbado, Guillermo Arce, Ismael Molina, Carlos Láscarez.

## Goleadores
| Jugador              | Equipo              | Goles |
| -------------------- | ------------------- | ----- |
| Rodolfo Herrera      | Saprissa            | 13    |
| Carlos Gobán         | La Libertad         | 11    |
| Rafael García        | Herediano           | 9     |
| Eduardo Meléndez     | Uruguay de Coronado | 9     |
| José Soto            | Saprissa            | 8     |
| Bolaños              | Moravia             | 8     |
| Isaías Araya         | Alajuelense         | 8     |
| Fello Meza           | Cartaginés          | 8     |
| Alexis Goñi          | Cartaginés          | 8     |
| Ramón Luis Rodríguez | Orión               | 8     |

## Descenso
Se disputó una serie de promoción por la permanencia en Primera División, entre Sociedad Gimnástica Española y Club Sport Guadalupe, ganada por los rojos.
| Promoción del no descenso 1953 | Promoción del no descenso 1953 |
| ------------------------------ | ------------------------------ |
| Descendido a Segunda División  | No hubo                        |
| Ascenso a Primera División     | No hubo                        |

## Torneos
| Predecesor: Campeonato 1952 | Liga de Fútbol de Costa Rica Campeonato 1953 | Sucesor: Campeonato 1954 |